# Eleita
Eleita é uma série de televisão brasileira produzida pela Amazon Prime Video em parceria com a produtora Conspiração. A produção foi lançada em 7 de outubro de 2022 no streaming.
A série é uma abordagem cômica sobre uma personalidade digital que se torna governadora do seu estado devido aos seus seguidores nas redes sociais. Foi criada por Clarice Falcão e Célio Porto, o qual liderou o roteiro em parceria com Clarice, Juliana Capelini, Renata Brandão e Carolina Jabor. Teve direção geral de Carolina Jabor e foi dirigida por Rodrigo Van Der Put, com produção executiva de Juliana Capelini, Renata Brandão e Carolina Jabor.
A série é protagonizada por Clarice Falcão, que interpreta a governadora eleita Fefê Pessoa, e conta com Diogo Vilela, Polly Marinho, Bella Camero e Rodrigo Delgado nos demais personagens principais, além das participações especiais de Ingrid Guimarães, Cristina Pereira, Luis Lobianco e Suely Franco em sua primeira temporada.

## Sinopse
Em um futuro distópico não muito distante, Fefê (Clarice Falcão) é uma influenciadora digital que acumula muitos seguidores nas redes sociais. A realidade política é caótica, o Rio de Janeiro se encontra em estado de abandono. Ela então, durante uma brincadeira, decide se candidatar a governadora do estado. No entanto, a brincadeira acaba sendo levada a sério pelo público culminando em sua eleição ao cargo mais importante da gestão estadual. Agora ela tem um enorme desafio em sua vida e precisa agir com responsabilidade para não destruir as vidas da população.

## Elenco
- Clarice Falcão como Fernanda Pessoa (Fefê) [3]
- Diogo Vilela como Netinho Júnior
- Polly Marinho como Teresa
- Bella Camero como Nanda
- Rafael Delgado como André (Primeiro Marido)
- Diogo Defante como Leleco
- Fábio de Luca como Altair Da Mata
- Noemia Oliveira como Clara Gueiros
- Pablo Pêgas como Juan
- Felipe Velozo como Marlon
- Luciana Paes como Pastora Hosana

### Recorrente
- Ingrid Guimarães como Ligia Mosca
- Suely Franco como Dona Olinda
- Cristina Pereira como Márcia Sorrizinho
- Luis Lobianco como Presidente @ Juninhobartender2
- Betty Gofman como  Deputada Vera Simmehl
- Estevam Nabote como Prefeito K-DU
- Lana Guelero como Senhora humilde
- Alessandra Colassanti como Leilane Habeyche
- Gillray Coutinho como Giovanni

## Lançamento
Eleita tem data de estreia marcada para 7 de outubro de 2022 inteiramente na plataforma de streaming da Amazon Prime Video em diversos países e territórios de alcance da empresa. 